# (8621) 1981 EK7
(8621) 1981 EK7 (1981 EK7, 1989 UG7) — астероїд головного поясу, відкритий 1 березня 1981 року.
Тіссеранів параметр щодо Юпітера — 3.186.